# Club dels Pensadors Afins
El Club dels Pensadors Afins o Daidō Club (大同倶楽部, Daidō Kurabu) és el nom que dugueren dos partits polítics del Japó de tendència liberal durant l'era Meiji.

## 1r partit (1889-1890)
Fou fundat l'any 1889 i participà en les primeres eleccions generals del 1890, sent la força que obtingué més diputats a la Cambra de Representants del Japó, aconseguint-ne 54. El mateix any es fussionà amb altres forces parlamentàries com el Partit Públic Patriòtic i alguns partits regionals per tal de formar el Partit Liberal Constitucional, més tard conegut simplement com a Partit Liberal i que resultaria el grup més gran de la cambra.

## 2n partit (1905-1910)
El partit fou creat al desembre de 1905 com una fusió del Club Kōshin (amb 27 diputats), el Partit Liberal (amb 19 diputats) i el Partit Imperial (amb 18 diputats). El nou partit començà a perdre representació a cada contesa electoral, aconseguint només 29 escons a les eleccions generals de 1908. Després d'aquestes eleccions les baixes del partit continuaren i cap al 1910 la formació només retenia 22 diputats. Després d'un intent fallit de formar un nou partit anti-Rikken Seiyūkai l'any 1908, el partit es fussionà amb altres xicotets partits opositors l'any 1910 per tal de formar el Club del Centre.